# Königin Augusta Garde-Grenadier-Regiment Nr. 4

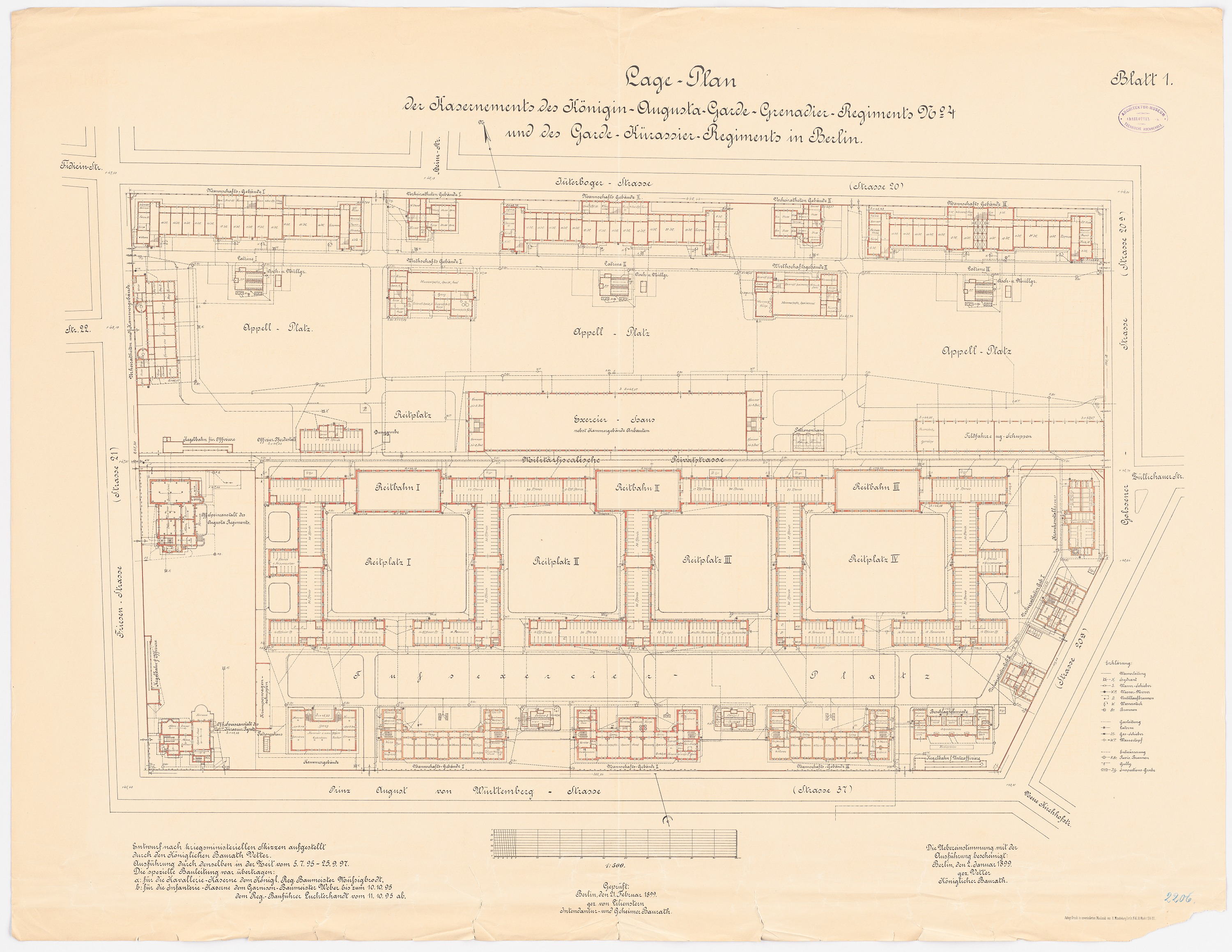
Lageplan der Kaserne des Königin Augusta Garde-Grenadier-Regiments Nr. 4 in Berlin zwischen Jüterboger Straße und Prinz-August-von-Würtemberg-Straße (heute: Columbiadamm), ca. 1895–1897

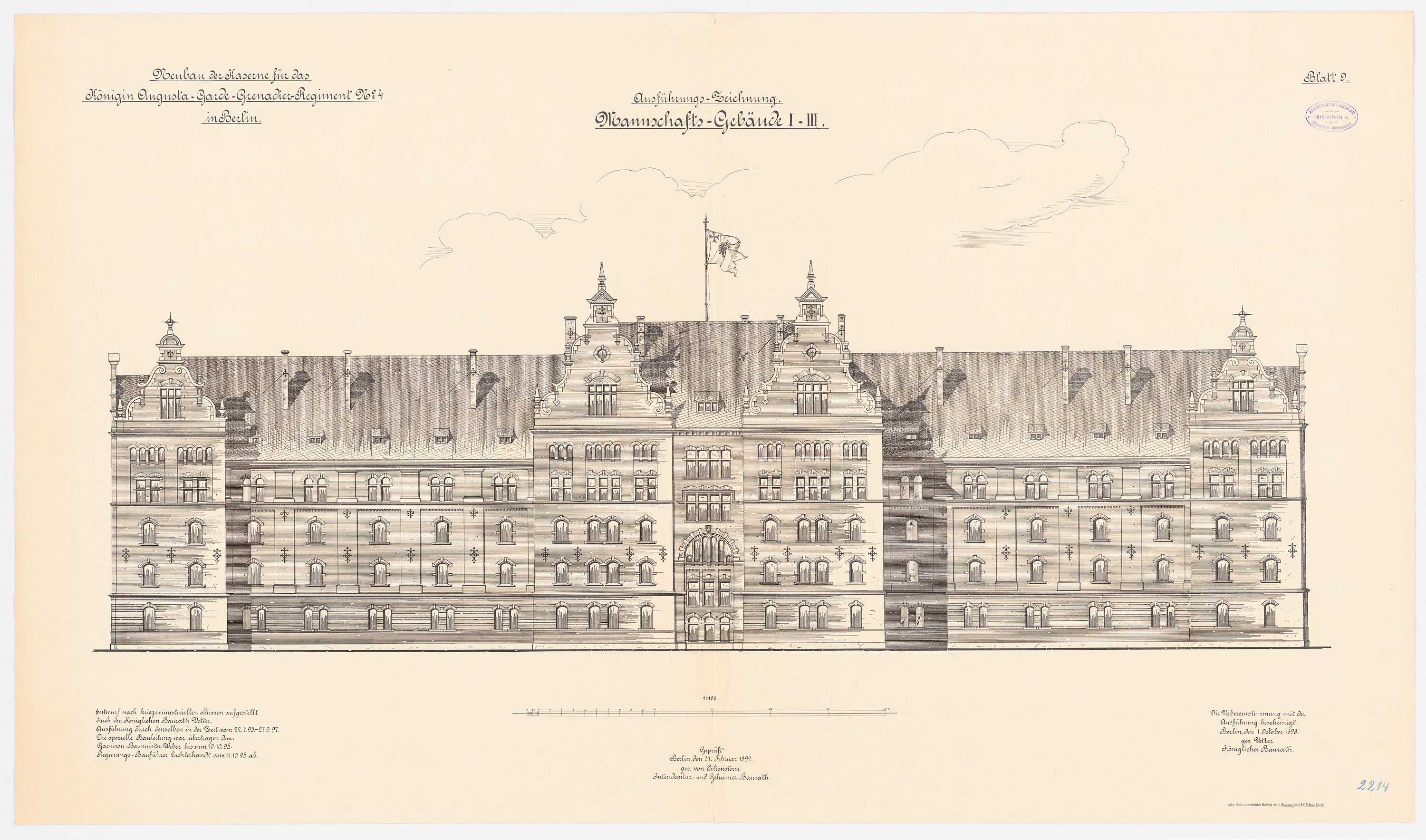
Vorderansicht der Mannschaftsgebäude I – III an der Jüterboger Straße, ca. 1895–1897

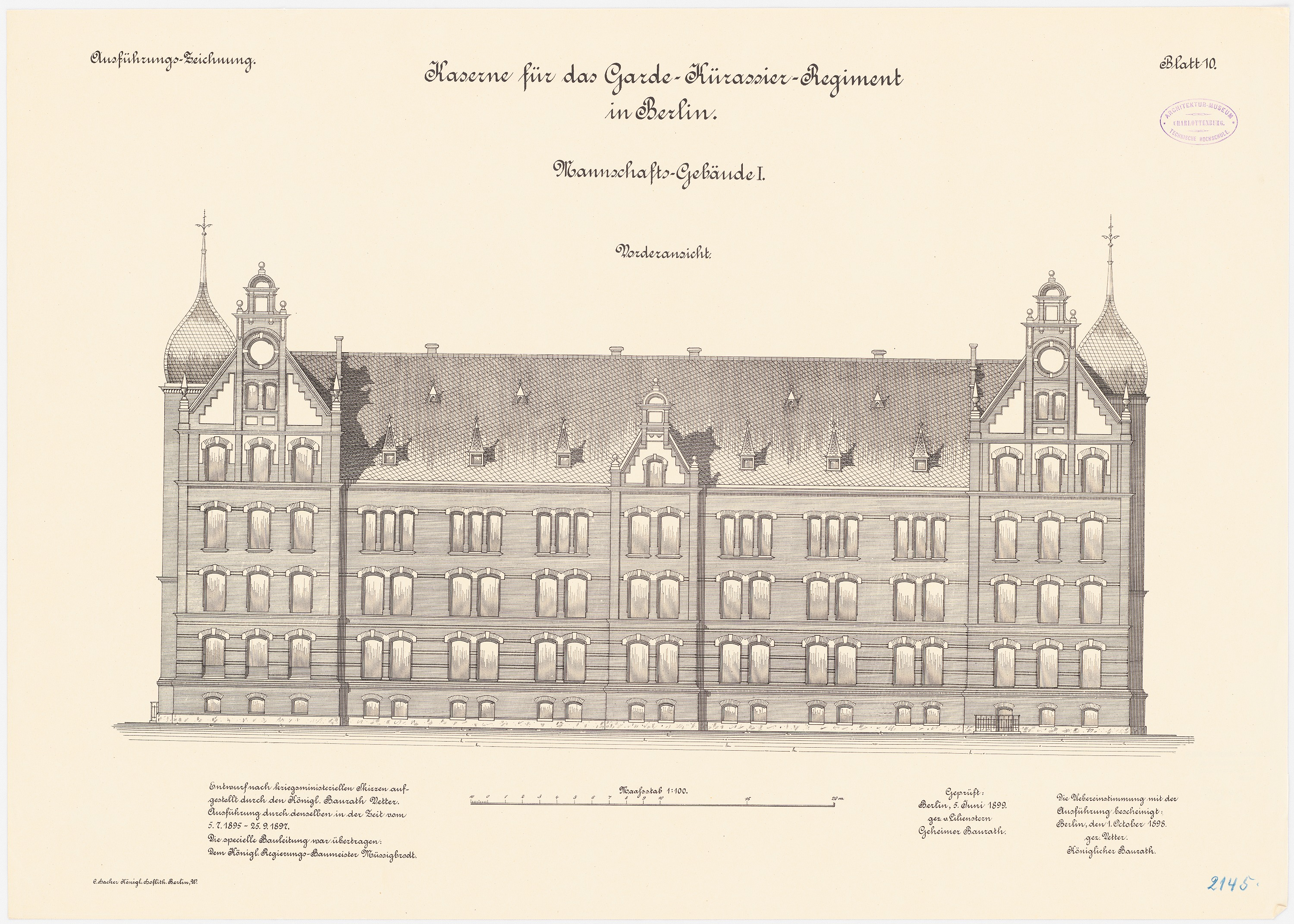
Vorderansicht der Mannschaftsgebäude I – III am heutigen Columbiadamm, ca. 1895–1897

Das Königin Augusta Garde-Grenadier-Regiment Nr. 4 (auch Augustaner bzw. Rheinische Garde oder nach den kornblumenblauen Paspelierungen auf Schulterstücken und Litzen Tempelhofer Veilchen) war ein Verband der Preußischen Armee.

## Geschichte
Der Verband wurde am 5. Mai 1860 als 4. Garde-Grenadier-Regiment aufgestellt. Der Vorgängerverband war das Garde-Füsilier-Regiment, dies bestand seit 1826 als Garde-Reserve-(Landwehr) Regiment. Bis zu seiner im Jahre 1860 erfolgten Umwandlung in ein aktives Regiment hatte es an der Kopfbedeckung das Landwehrkreuz. Der Stab, I. und II. Bataillon waren in Koblenz, das Füsilier-Bataillon in Düsseldorf stationiert. Durch die Ernennung von Königin Augusta zum Regimentschef erhielt der Verband am 18. Oktober 1861 eine neue Bezeichnung und hieß 4. Garde-Grenadier-Regiment „Königin“. Nach dem Tod der Königin im Jahre 1890 wurde das Regiment 1893 von deren letztem Wohnsitz in Koblenz nach Spandau verlegt. Es erfolgte die Umbenennung in Königin Augusta Garde-Grenadier-Regiment Nr. 4. Am 1. September 1895 wurde Großherzogin Luise von Baden zum neuen Regimentschef ernannt. 1897 wurde dann Berlin letzter Friedensstandort der „Augustaner“ (Kasernenanlagen am Columbiadamm).

### Erster Weltkrieg
Mit Ausbruch des Ersten Weltkriegs machte das Regiment am 2. August 1914 mobil und rückte im Verband mit der 2. Garde-Division in das neutrale Belgien ein. Hier nahm es zunächst u. a. an den Schlachten an der Sambre und bei St. Quentin teil, bis der Verband Mitte Oktober 1914 in Flandern und Artois in den Stellungskrieg überging. Im Januar 1915 kurzzeitig dem Gardekorps direkt unterstellt, war das Regiment vom 21. Januar bis 20. Februar 1915 bei der 1. Garde-Division und kam anschließend wieder zur 2. Garde-Division. Mit dieser Division verlegte der Verband Ende April 1915 an die Ostfront und kämpfte u. a. in der Schlacht von Gorlice-Tarnów und bei Lemberg. Im September 1915 kehrte das Regiment an die Westfront zurück, nahm im Herbst 1915 an der Herbstschlacht bei La Bassée und Arras sowie 1916 an der Schlacht an der Somme teil. Unterbrochen wurde diese Gefechtstätigkeit durch laufende Stellungskämpfe. Im Oktober 1916 hatte das Regiment eine 2. und 3. MG-Kompanie erhalten. Nach der Schlacht an der Aisne und den folgenden Stellungskämpfen in den Argonnen kam der Verband ein weiteres Mal in den Osten. Hier lag es in Stellungskämpfen und beteiligte sich an der Durchbruchsschlacht in Ostgalizien sowie der Schlacht um Riga. Das Regiment verlegte wieder in den Westen, wo es zunächst in den Stellungskämpfen am Chemin des Dames eingesetzt wurde. Hier erlitt es schwere Verluste, sodass sich die Reste des Regiments am 23. Oktober 1917 zu zwei Kampfbataillonen mit drei MG-Kompanien formierten. Mitte November 1917 bestand es nach Ergänzungen wieder aus drei Bataillonen. Am 8. September 1918 erhielt das Regiment noch eine MW-Kompanie.

### Verbleib
Nach Kriegsende wurde das Regiment in Rosenberg zunächst demobilisiert und schließlich am 1. Juli 1919 aufgelöst. Aus den Resten bildete sich bereits Anfang Dezember 1918 ein Grenzschutz-Bataillon, das dann bis April/Mai 1919 bestand. Ferner wurde im Januar 1919 mit der Aufstellung des Freiwilligen-Garde-Grenadier-Regiments Nr. 4 begonnen, dass ebenfalls im Grenzschutz eingesetzt und später als III. Bataillon in das Reichswehr-Infanterie-Regiment 51 übernommen wurde.
Die Tradition übernahm in der Reichswehr durch Erlass des Chefs der Heeresleitung General der Infanterie Hans von Seeckt vom 24. August 1921 die 9. Kompanie des 8. (Preußisches) Infanterie-Regiments in Lübben.

## Kommandeure
| Dienstgrad            | Name                           | Datum                                                                |
| --------------------- | ------------------------------ | -------------------------------------------------------------------- |
| Oberstleutnant/Oberst | Guido von Oppell               | 01. Juli 1860 bis 16. Mai 1864                                       |
| Oberst                | Rudolph von Pawel              | 17. bis 19. Mai 1864                                                 |
| Oberst                | Rudolph Otto von Budritzki     | 21. Mai 1864 bis 17. April 1865                                      |
| Oberstleutnant/Oberst | Otto von Strubberg             | 18. April 1865 bis 21. März 1868                                     |
| Oberst                | Gustav von Stiehle             | 22. März 1868 bis 30. November 1869                                  |
| Oberstleutnant        | Georg von Waldersee            | 13. Januar bis 30. Oktober 1870                                      |
| Oberst                | Armand von Lucadou             | 20. Juni 1871 bis 10. Februar 1875                                   |
| Oberstleutnant        | Rudolf von Minckwitz           | 11. Februar 1875 bis 11. Februar 1876                                |
| Oberstleutnant/Oberst | Rudolf von Minckwitz           | 12. Februar 1876 bis 26. Dezember 1881                               |
| Oberstleutnant/Oberst | Oskar von Schaurath            | 27. Dezember 1881 bis 1. November 1882 (mit der Führung beauftragt)  |
| Oberst                | Oskar von Schaurath            | 02. November 1882 bis 31. August 1887                                |
| Oberstleutnant        | Ludwig von Hammerstein-Loxten  | 01. September 1887 bis 13. Februar 1888 (mit der Führung beauftragt) |
| Oberst                | Ludwig von Hammerstein-Loxten  | 14. Februar 1888 bis 10. Juni 1890                                   |
| Oberst                | Ludwig von Falkenhausen        | 11. Juni 1890 bis 17. Juni 1892                                      |
| Oberstleutnant        | Georg von Braunschweig         | 24. September 1892 bis 26. Januar 1893 (mit der Führung beauftragt)  |
| Oberst                | Georg von Braunschweig         | 27. Januar 1893 bis 29. Mai 1896                                     |
| Oberst                | Gustav von Seckendorff         | 30. Mai 1896 bis 26. Januar 1898                                     |
| Oberst                | Wilhelm von Kanitz             | 27. Januar 1898 bis 27. Mai 1901                                     |
| Oberst                | Thilo von Westernhagen         | 28. Mai 1901 bis 21. April 1905                                      |
| Oberst                | Hans von Guretzky-Cornitz      | 22. April 1905 bis 30. April 1908                                    |
| Oberst                | Horst von Oetinger             | 01. Mai 1908 bis 21. März 1912                                       |
| Oberst                | Hans von Below                 | 22. März 1912 bis 31. Juli 1914                                      |
| Oberstleutnant        | Georg von Walther              | 02. August 1914 bis 19. Mai 1915                                     |
| Oberst                | Rudolf von der Osten           | 09. Juni 1915 bis 3. Juni 1916                                       |
| Oberstleutnant        | Gustav von Struensee           | 04. Juni 1916 bis 3. November 1917                                   |
| Oberstleutnant        | Hans Tieschowitz von Tieschowa | 04. November 1917 bis 21. Januar 1918                                |
| Oberst                | Karl Grote                     | 22. Januar bis 25. Juli 1918                                         |
| Major                 | Walter von Schleinitz          | 26. Juli 1918 bis März 1919                                          |

## Uniform

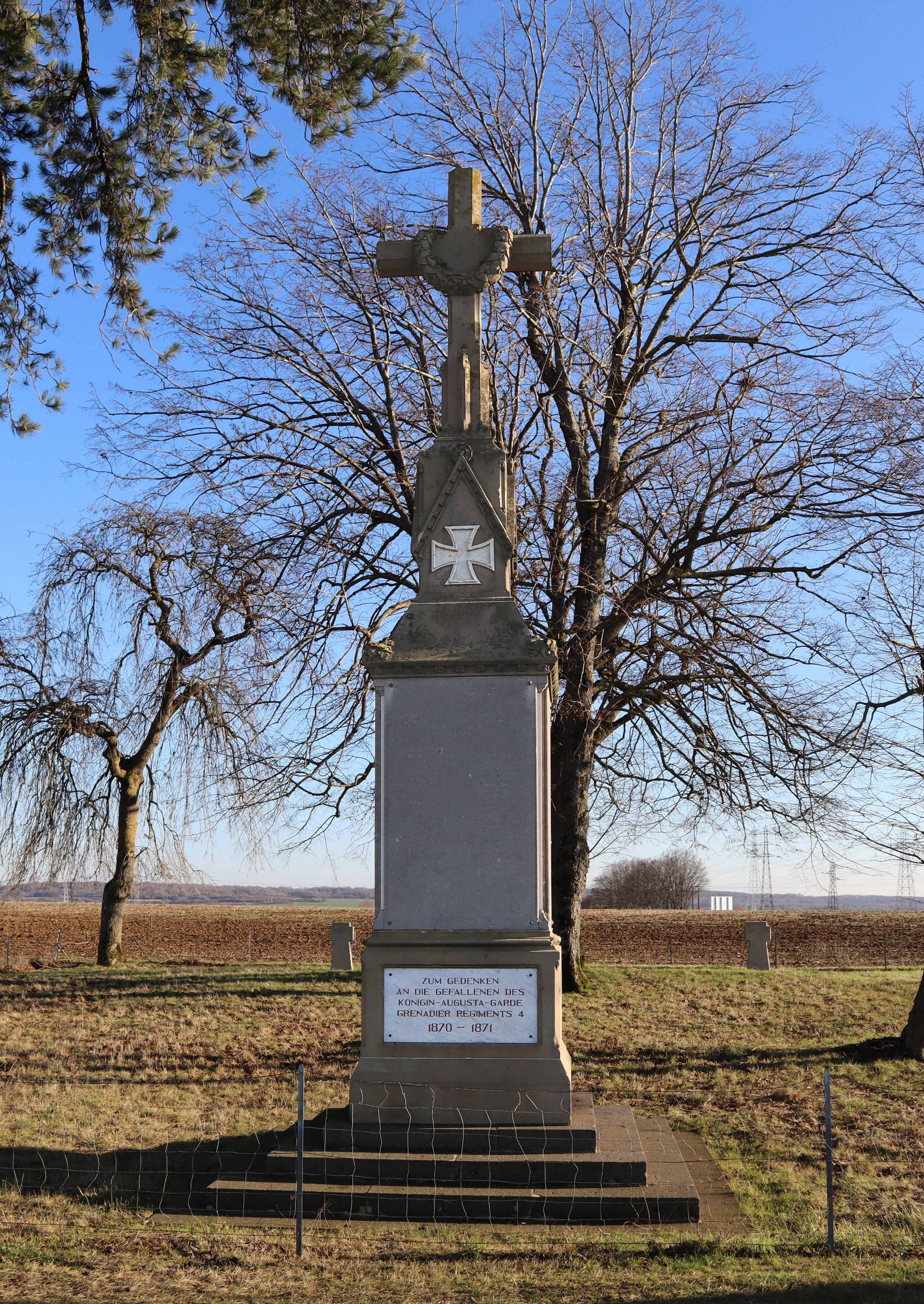
Denkmal nahe Saint-Privat-la-Montagne

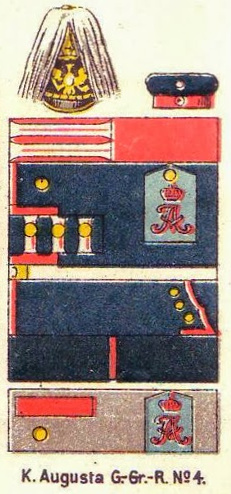
Schematische Darstellung der Uniform (1890)

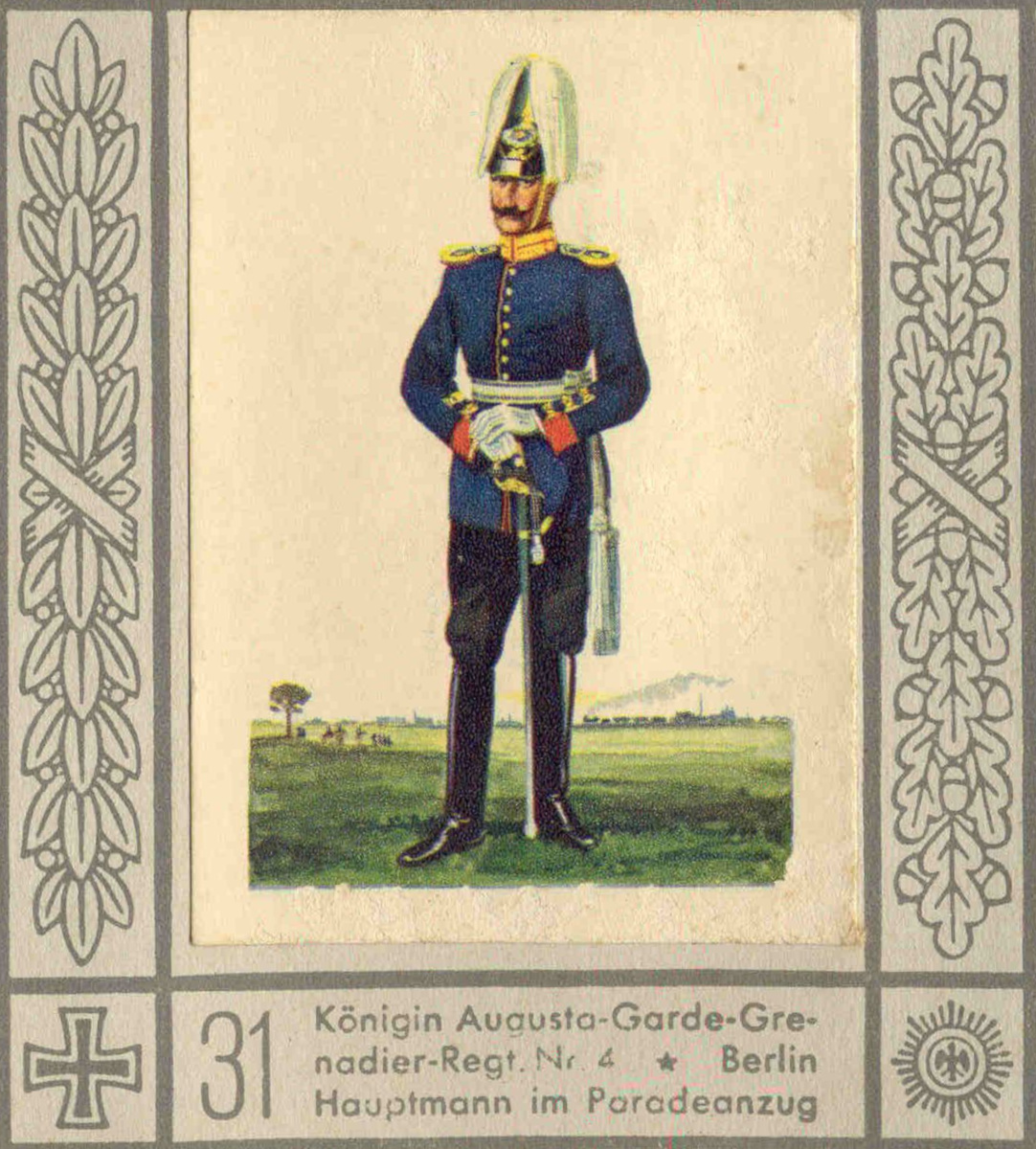
Hauptmann im Paradeanzug (Paradeuniform), Garde-Grenadier-Regiment Nr. 4, (Waldorf-Astoria, 1932)

Das Königin-Augusta-Regiment trug einen blauen Rock mit ponceaurotem Kragen, die Schulterklappen waren blau mit Namenszug aus roter Kordel (verschnörkeltes lateinisches „A“ unter einer Kaiserin-Krone). Die Waffenröcke hatten brandenburgische Aufschläge mit dunkelblauen Patten und drei waagerechten Litzen. Am Helm wurde der Gardeadler mit Stern getragen; zu Paraden wurde ein weißer Helmbusch angelegt, das Füsilier-Bataillon legte einen schwarzen Helmbusch an.
Zum 25-jährigen Chefjubiläum der preußischen Königin (A.K.O. vom 14. Oktober 1886) erhielten die aktiven Offiziere des Regiments als Geschenk neue Seitenwaffen: „Augustaner-Degen“ für das I. und II. Bataillon und „Augustaner-Säbel“ für das III. (Füsilier-)Bataillon. Es handelte sich dabei um Infanterie-Offizier-Degen und Füsilier-Offizier-Säbel in einer eigenständigen und nur bei diesem Regiment geführten Form. Die Portepee-Unteroffiziere trugen weiterhin die regulären preußischen Offizierseitengewehre.

## Denkmäler

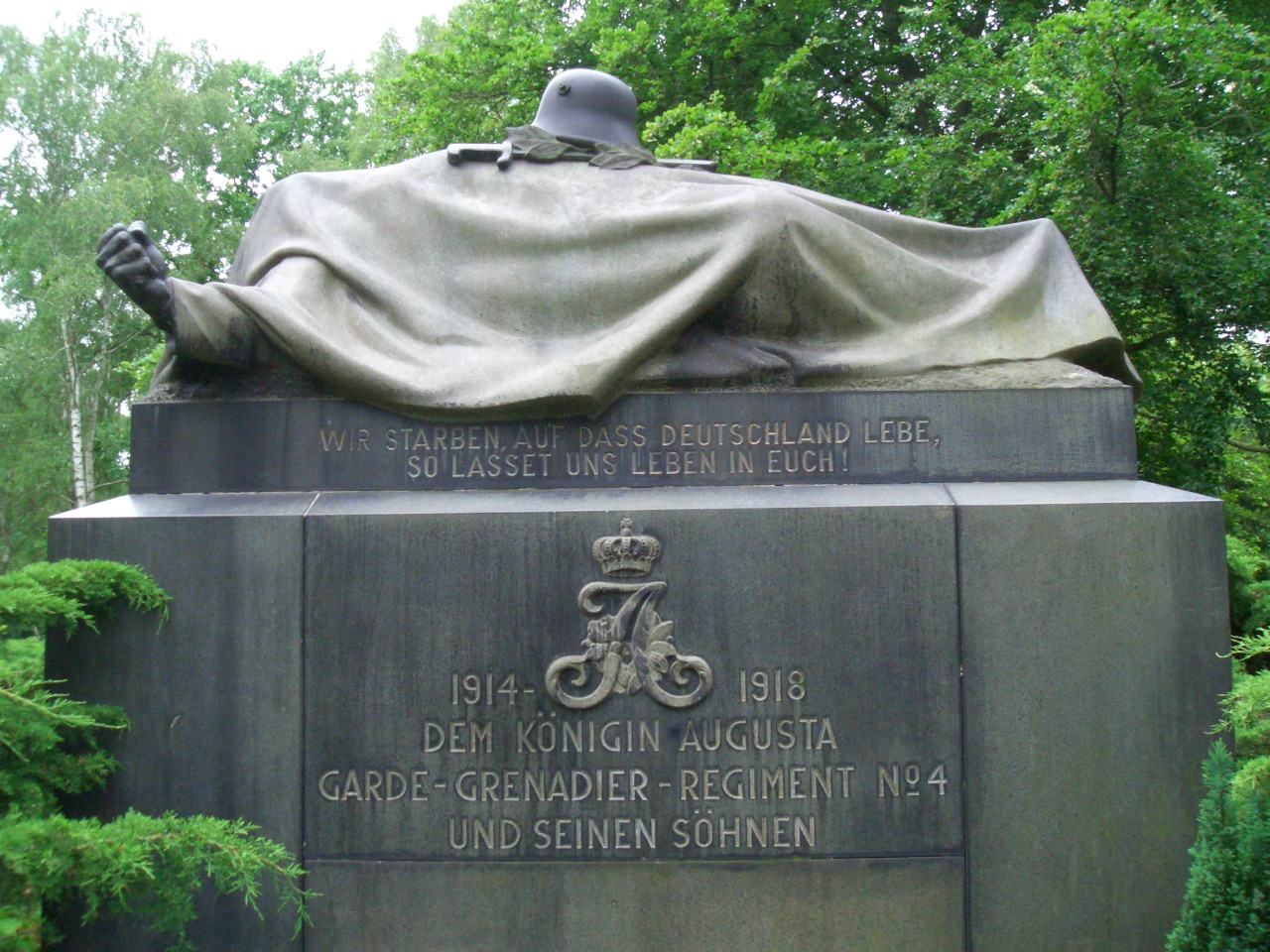
Gefallenen-Ehrenmal von 1925 auf dem Friedhof Columbiadamm in Berlin

Das Kriegerdenkmal für die Gefallenen in der Schlacht von Saint-Privat-la-Montagne nordwestlich Metz am 18. August 1870, wo das Regiment im frontalen Angriff des Gardekorps vorging, und 27 Offiziere und 904 Unteroffiziere und Mannschaften getötet oder verwundet wurden, ist erhalten. Es befindet sich in einem Ehrenhain auf dem Gefechtsfeld unweit des Gedenkturmes für das Gardekorps.
In der Koblenzer Augusta-Kaserne ist an der Zufahrt der Augustastein mit der Namensinitiale des Verbandes zur Erinnerung an die Stationierung von 1860 bis 1893 aufgestellt. Er wurde dorthin von der Karthause übertragen, wo das Regiment in Festungsanlagen (Feste Kaiser Alexander, Fort Großfürst Konstantin) untergebracht war.
Das Kriegerdenkmal für die Gefallenen des Ersten Weltkriegs steht auf dem Friedhof Columbiadamm in Berlin-Tempelhof (dem ehemaligen Neuen Garnisonfriedhof); es stammt von Bildhauer Franz Dorrenbach und wurde am 11. Oktober 1925 im Beisein des Reichspräsidenten Paul von Hindenburg feierlich enthüllt.